# Rew Street
Rew Street – wieś w Anglii, na wyspie Wight. Leży 6 km na północny zachód od miasta Newport i 120 km na południowy zachód od Londynu.